# Otto Ammann
Otto Ammann (Bruchsal, 11 de julho de 1879 – Tegernsee, 18 de agosto de 1933) foi um engenheiro ferroviário alemão. Foi reitor da Technische Hochschule Karlsruhe.